# Noel Johnson
Pour les articles homonymes, voir Johnson.
Noel Johnson (né le 28 décembre 1916 à Birmingham et mort le 1er octobre 1999 à Llandough) est un acteur britannique.

## Biographie
Noel Johnson a joué notamment dans Frenzy (1972) d'Alfred Hitchcock et Withnail et moi (1987) de Bruce Robinson.

## Filmographie partielle
- 1955 : Little Red Monkey (en) de Ken Hughes
- 1972 : Frenzy d'Alfred Hitchcock
- 1974 : The Swordsman (en) de Lindsay Shonteff
- 1974 : Frightmare de Pete Walker
- 1975 : Le Froussard héroïque (Royal Flash) de Richard Lester
- 1978 : La Grande Attaque du train d'or (The First Great Train Robbery) de Michael Crichton
- 1979 : Licensed to Love and Kill (en) de Lindsay Shonteff
- 1981 : Rien que pour vos yeux (For Your Eyes Only) de John Glen
- 1986 : Defence of the Realm de David Drury (en)
- 1987 : Withnail et moi de Bruce Robinson